# Trou lexical
 (octobre 2022).
La mise en forme du texte ne suit pas les recommandations de Wikipédia : il faut le « wikifier ».
Les points d'amélioration suivants sont les cas les plus fréquents. Le détail des points à revoir est peut-être précisé sur la page de discussion.
- Les titres sont pré-formatés par le logiciel. Ils ne sont ni en capitales, ni en gras.
- Le texte ne doit pas être écrit en capitales (les noms de famille non plus), ni en gras, ni en italique, ni en « petit »…
- Le gras n'est utilisé que pour surligner le titre de l'article dans l'introduction, une seule fois.
- L'italique est rarement utilisé : mots en langue étrangère, titres d'œuvres, noms de bateaux, etc.
- Les citations ne sont pas en italique mais en corps de texte normal. Elles sont entourées par des guillemets français : « et ».
- Les listes à puces sont à éviter, des paragraphes rédigés étant largement préférés. Les tableaux sont à réserver à la présentation de données structurées (résultats, etc.).
- Les appels de note de bas de page (petits chiffres en exposant, introduits par l'outil «  Source ») sont à placer entre la fin de phrase et le point final[comme ça].
- Les liens internes (vers d'autres articles de Wikipédia) sont à choisir avec parcimonie. Créez des liens vers des articles approfondissant le sujet. Les termes génériques sans rapport avec le sujet sont à éviter, ainsi que les répétitions de liens vers un même terme.
- Les liens externes sont à placer uniquement dans une section « Liens externes », à la fin de l'article. Ces liens sont à choisir avec parcimonie suivant les règles définies. Si un lien sert de source à l'article, son insertion dans le texte est à faire par les notes de bas de page.
- La présentation des références doit suivre les conventions bibliographiques. Il est recommandé d'utiliser les modèles {{Ouvrage}}, {{Chapitre}}, {{Article}}, {{Lien web}} et/ou {{Bibliographie}}. Le mode d'édition visuel peut mettre en forme automatiquement les références.
- Insérer une infobox (cadre d'informations à droite) n'est pas obligatoire pour parachever la mise en page.

Pour une aide détaillée, merci de consulter Aide:Wikification.
Si vous pensez que ces points ont été résolus, vous pouvez retirer ce bandeau et améliorer la mise en forme d'un autre article.
En linguistique, un trou lexical, également connu sous le nom de manque lexical accidentel ou manque lexical, est un mot potentiel, un sens de mot, un morphème ou une autre forme qui n'existe pas dans une langue en dépit d'être théoriquement permis par les règles grammaticales de cette langue. Par exemple, un mot prononcé /ɔ̃dyʁe/ est théoriquement possible en français, car il obéirait aux règles de formation des mots français, mais n'existe pas actuellement. Son absence est donc une lacune accidentelle, au sens ontologique du mot accidentel (c'est-à-dire circonstanciel plutôt qu'essentiel).
Les lacunes accidentelles diffèrent des lacunes systématiques, ces mots ou autres formes qui n'existent pas dans une langue en raison des limites fixées par les règles phonologiques, morphologiques et autres de cette langue spécifique. En français, un mot prononcé /pfnk/ n'existe pas et ne peut pas exister car il n'a pas de voyelles et n'obéit donc pas aux règles de formation des mots du français. Il s'agit d'une lacune systématique plutôt qu'accidentelle.
Il existe différents types de vides accidentels. Les lacunes phonologiques sont soit des mots autorisés par le système phonologique d'une langue qui n'existent pas réellement, soit des contrastes sonores absents d'un paradigme du système phonologique lui-même. Les lacunes morphologiques sont des mots inexistants ou des sens de mots potentiellement autorisés par le système morphologique. Un écart sémantique fait référence à l'inexistence d'un mot ou d'un sens de mot pour décrire une différence de sens observée dans d'autres ensembles de mots dans la langue.

## Lacunes phonologiques
Souvent, les mots autorisés dans le système phonologique d'une langue sont absents. Par exemple, en français, le groupe de consonnes /pʁ/ est autorisé au début de mots tels que printemps ou premier et la syllabe /ik/ apparaît dans des mots tels que pic ou articulation . Même ainsi, il n'y a pas de mot français prononcé /pʁik/. Bien que ce mot potentiel soit phonologiquement bien formé selon la phonotaxe française, il se trouve qu'il n'existe pas.
Le terme « écart phonologique » est également utilisé pour désigner l'absence de contraste phonémique dans une partie du système phonologique. Par exemple, le thaï a plusieurs ensembles de consonnes occlusives qui diffèrent en termes de Voisement (que les cordes vocales vibrent ou non) et d'aspiration (si une bouffée d'air est libérée). Pourtant, la langue n'a pas de consonne vélaire sonore ( /ɡ/ ). Ce manque de distinction attendue est communément appelé un « trou dans le modèle ».
| simple sans voix | aspiré sans voix | consonne voisée |
| ---------------- | ---------------- | --------------- |
| p                | pʰ               | b               |
| t                | tʰ               | d               |
| k                | kʰ               |                 |

## Lacunes morphologiques
Un écart morphologique est l'absence d'un mot qui pourrait exister étant donné les règles morphologiques d'une langue, y compris ses affixes. Par exemple, en français, un nom déverbal peut être formé en retirant le suffixe -er ou en changeant le suffixe en -age ou en -ion à certains verbes du premier groupe (généralement des mots issu du latin). Certains verbes, comme élever, ont trois noms apparentés, élève, élevage, et élévation. Cependant, dans de nombreux cas, il n'y a qu'un seul nom, comme illustré dans le tableau ci-dessous. Bien qu'en principe les règles morphologiques du français autorisent d'autres noms, ces mots n'existent pas. Dans d'autres cas, les formes substantives sont inexistantes.
| verbe    | nom (-Ø) | nom (-age)  | nom (-ion)  |
| -------- | -------- | ----------- | ----------- |
| élever   | élève    | élevage     | élévation   |
| chanter  | chant    | chantage    | *chantation |
| proposer | propos   | *proposage  | proposition |
| crier    | cri      | *criage     | *criation   |
| refuser  | refus    | *refusage   | *refusation |
| outrer   | *outre   | outrage     | *outration  |
| repasser | *repasse | repassage   | *repassion  |
| dériver  | dérive   | *dérivage   | dérivation  |
| corriger | *corrige | *corrigeage | correction  |
| décimer  | *décime  | *décimage   | décimation  |
| amener   | *amene   | *amenage    | *amenation  |

De nombreux mots potentiels qui pourraient être formés selon les règles morphologiques d'une langue n'entrent pas dans le lexique. Le blocage (absence d'un mot par l'existence d'un autre), y compris le blocage d'homonymie et le blocage de synonymie, arrête certains mots potentiels. Un homonyme d'un mot existant peut être bloqué. Par exemple, le mot amen qui pourrait signifier « action d'amener » n'existe pas car le mot amen (prière) existe déjà. De même, un mot potentiel peut être bloqué s'il est synonyme d'un mot existant. Un mot plus ancien et plus courant bloque un synonyme potentiel. Par exemple, le mot regardeur (« quelqu'un qui regarde ») est également rarement utilisé, car le mot spectateur existe déjà. Non seulement des mots individuels, mais des processus entiers de formation de mots peuvent être bloqués. Par exemple, le suffixe -eur (grandeur, longueur, lenteur, candeur...) est utilisé pour former des noms à partir d'adjectifs et de verbes. Ce modèle productif de formation de mots bloque de nombreux noms potentiels qui pourraient être formés avec -ité. Des noms tels que *confortableur (un synonyme potentiel de confortabilité ) et *obscureur (cf. obscurité ) sont des mots potentiels inutilisés. C'est ce qu'on appelle le blocage de type.
Un verbe défectif est un verbe auquel il manque une conjugaison grammaticale. Par exemple, les verbes falloir et seoir n'ont pas de formes autres que ceux de la troisième personne, ni de forme passé composé. Morris Halle a qualifié ce paradigme de verbe défectueux d'exemple de lacune accidentelle.
Le cas similaire de mots non appariés se produit lorsqu'un mot est obsolète ou rare tandis qu'un autre mot dérivé de celui-ci est plus courant. Les exemples incluent *effable et ineffable ou *braillé et débraillé.

## Lacunes sémantiques
Un vide sémantique se produit lorsqu'une distinction de sens particulière visible ailleurs dans le lexique est absente. Par exemple, les mots français décrivant les membres de la famille montrent généralement une distinction entre les genres. Pourtant, le mot français parent peut désigner un parent masculin ou féminin. Au contraire, il n'y a pas de terme commun neutre comparable pour les frères et sœurs, ou les cousins et cousines. Les mots séparés prédits sur la base de ce contraste sémantique sont absents de la langue, ou du moins des dialectes de nombreux locuteurs. Il est possible d'en inventer de nouveaux (comme cela s'est produit avec le mot adelphe), mais que ces mots soient largement acceptés dans l'usage général, ou qu'ils restent néologistes et résistent en dehors de registres particuliers, c'est une question d'usage dominant à chaque époque.
| Masculin   | femelle    | neutre                                                          |
| ---------- | ---------- | --------------------------------------------------------------- |
| grand-père | grand-mère | grand-parent                                                    |
| père       | mère       | parent                                                          |
| fils       | fille      | enfant                                                          |
| frère      | sœur       | adelphe (mais ce néologisme reste d'un usage limité à ce jour)  |
| oncle      | tante      | parfrœur (mais ce néologisme reste d'un usage limité à ce jour) |
| cousin     | cousine    | cousaine (mais ce néologisme reste d'un usage limité à ce jour) |
| neveu      | nièce      | nièveux (mais ce néologisme reste d'un usage limité à ce jour)  |

## Lacune de traduction
Dans l'usage, les trous lexicaux se remarquent aisement lors de traductions. Certains mots n'ont pas la même signification une fois traduits dans une autre langue, d'autres ne trouvent pas d'équivalence dans la langue cible. Il est alors nécessaire d'utiliser des mots composés ou des tournures de phrases différentes. Voici quelques exemples entre la langue anglaise et française.
| anglais  | français                                    |
| -------- | ------------------------------------------- |
| siblings | frères et sœurs ; enfants (de même parents) |
| cheap    | bon marché, peu cher, pas cher              |
| knuckles | articulation des doigts                     |
| turtle   | tortue de mer                               |
| tortoise | tortue (terrestre)                          |
| ground   | sol d'extérieur                             |
| floor    | sol d'intérieur                             |
| soil     | sol agricole                                |

| français  | anglais                   |
| --------- | ------------------------- |
| vendanges | grape harvest             |
| frileux   | sensitive to the cold     |
| déguster  | to savour the taste       |
| gratuité  | concept of free things    |
| crapoter  | to smoke without inhaling |
| écorcer   | to strip the bark from    |
| débarquer | to land with a boat       |
| atterrir  | to land with a plane      |